# جامعة نانجينغ الطبية
جامعة نانجينغ الطبية (بالصينية: 南京医科大学) هي جامعة عامة إقليمية في نانجينغ، جيانغسو، الصين. وهي تابعة لمقاطعة جيانغسو. والجامعة ضمن جامعات الدرجة الأولى المزدوجة [الإنجليزية].
تأسست المدرسة في الأصل في 1934 في تشنجيانغ، لكنها انتقلت لاحقاً إلى نانجينغ في 1957. تضم الجامعة حرمين جامعيين رئيسيين: ووتاي وجيانغنينغ، وكلاهما يحتوي على سكن للطلاب الدوليين.
صُنفت في المرتبة 1082 على مستوى العالم و108 في الصين في 2020 من قبل تصنيف الجامعات (4icu). بدأت برنامج بكالوريوس الطب والجراحة الذي يُدرس باللغة الإنجليزية منذ 2005، بعدما وافقت عليه وزارة التعليم في جمهورية الصين الشعبية.

## تاريخها
تأسست كلية الطب الوطنية في جيانغسو في 1934 وأعيدت تسميتها بكلية نانجينغ الطبية في 1957 عندما انتقلت إلى نانجينغ. كانت من بين أوائل الجامعات الطبية في الصين التي تقدم برامج مدتها ست سنوات في 1962. وحصلت على الموافقة لتقديم برامج الماجستير والدكتوراه في 1981. وأُعيد تسميتها بجامعة نانجينغ الطبية في 1993 وهي حالياً من بين أفضل الجامعات الطبية الصينية.

## موقعها

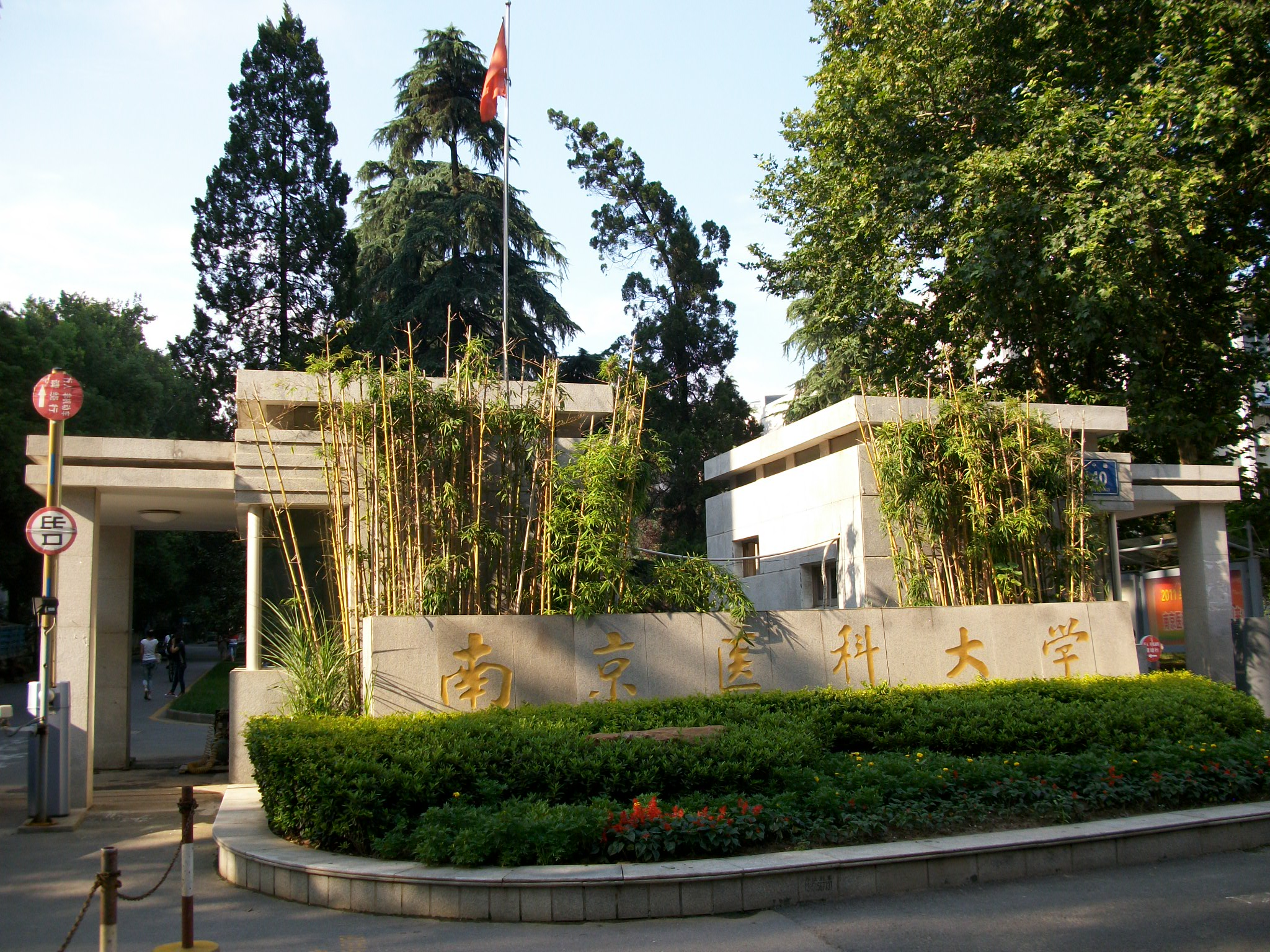
البوابة الأمامية

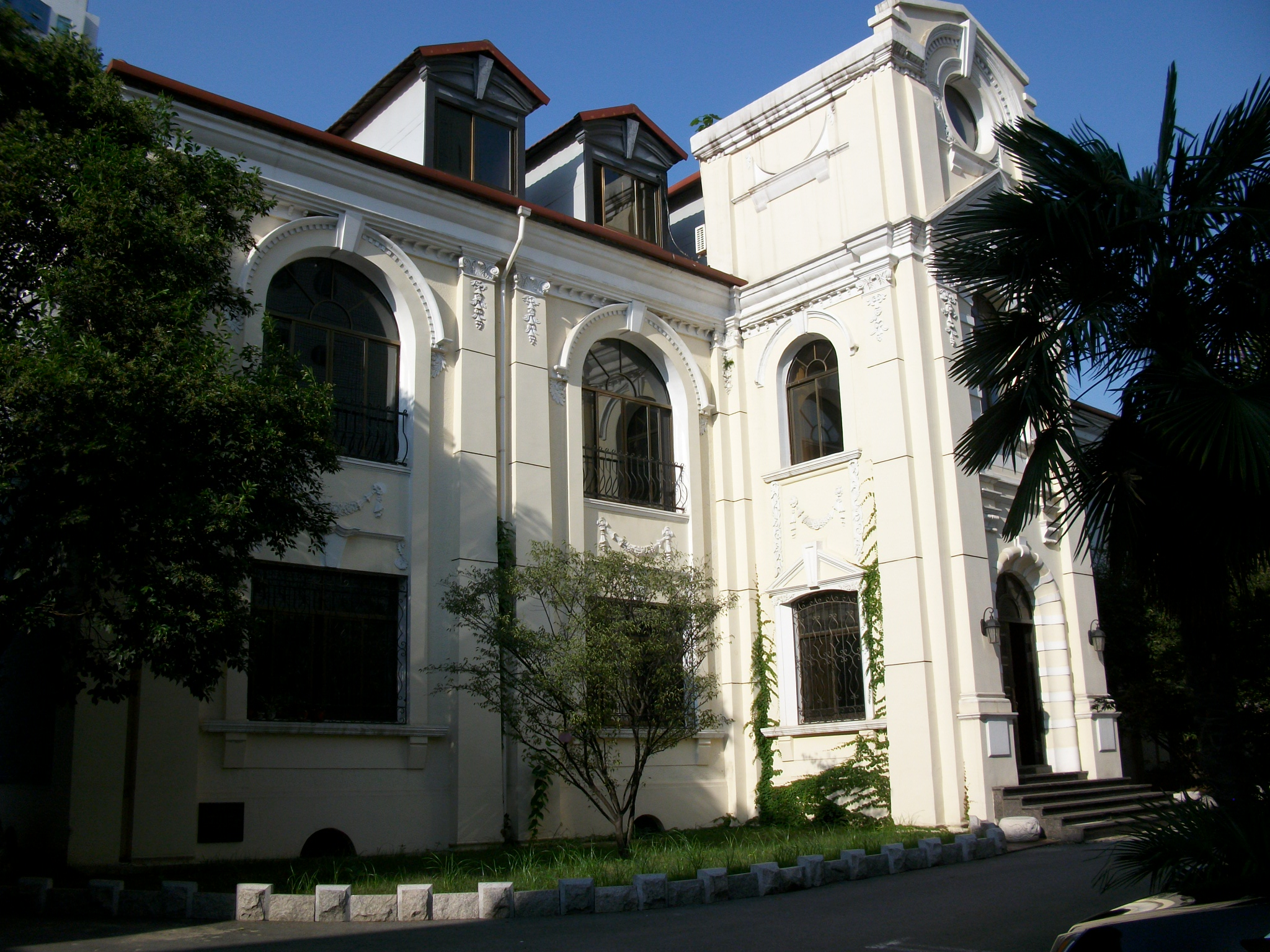
باينيانتانغ (百年堂)، أو كنيسة القرن، في مدرسة جينلينغ اللاهوتية السابقة، وحالياً تقع في جامعة نانجينغ الطبية.

تضم جامعة نانجينغ الطبية حرمين جامعيين اعتباراً من 2020. الحرم الجامعي الرئيسي هو ووتاي بمساحة تبلغ 8 هكتارات، والحرم الجامعي الجديد هو جيانغ نينغ (87 هكتاراً)، وهو أكبر بحوالي 11 مرة من حرم ووتاي. ووتاي هو مركز التدريس والبحث السريري.

## برامجها
تقدم الجامعة درجة البكالوريوس والماجستير والدكتوراه وبرامج البحث بعد الدكتوراه. تتكون مرافقها من مدرسة مستقلة، كلية كانغدا، و16 مدرسة ثانوية. معظم المدارس مخصصة لدراسة الطب أو الصحة العامة أو مجالات الرعاية الطبية الأخرى بما في ذلك: كلية العلوم الطبية الأساسية، والمدرسة الأولى للطب السريري، والمدرسة الثانية للطب السريري، والمدرسة الثالثة للطب السريري، والمدرسة الرابعة للطب السريري، وكلية جولو للطب السريري، وكلية الصحة العامة، وكلية طب الفم، وكلية العلوم الصيدلانية، وكلية التمريض، وكلية السياسة الطبية والإدارة. تشمل المدارس الأخرى: كلية الدراسات الدولية، ومدرسة التعليم المستمر، ومدرسة التعليم المهني والتقني العالي، ومدرسة التعليم الدولي. تضم جامعة شمال ميشيغان 24 مستشفى تابعاً وحوالي 50 مستشفى تعليمياً. تنتشر هذه المستشفيات في مقاطعات جيانغسو وجيجيانغ وشاندونغ.
تضم جامعة شمال ميشيغان أكثر من 1400 عضو هيئة تدريس مسجل، بما في ذلك 117 أستاذ كرسي و175 أستاذاً مشاركاً. يوجد 812 مشرفاً على برنامج الماجستير و185 مشرفاً على برامج الدكتوراه. وتذكر الجامعة بأنها تضم أكاديمياً واحداً من الأكاديمية الصينية للهندسة، وأستاذاً زائراً متميزاً من برنامج تشانغ جيانج [الإنجليزية]، وخبيرين عالميين وظفهما برنامج «ألف موهبة» الوطني، وستة فائزين بصندوق الصين الوطني للعلماء الشباب المتميزين، وفائزاً واحداً بالجائزة الوطنية للمعلمين المتميزين، وخمسة فائزين بأموال برنامج دعم المواهب المتميزة في القرن الجديد التابع لوزارة التعليم، وتسعة أساتذة معينين خصيصاً من جيانغسو، وثلاثة «فرق تدريس على مستوى الدولة»، و«فريق ابتكار» واحد من وزارة التعليم.
وتتمتع الجامعة ببرنامج تبادل وتعاون دولي يرسل فيه المدربين إلى الخارج للدراسة ويعمل مع مؤسسات البحث العلمي وكليات الطب في بريطانيا والولايات المتحدة الأمريكية وأستراليا وألمانيا واليابان وفرنسا. وضمت أكثر من 500 طالب أجنبي بحلول 2014. وتعد جامعة نينغشيا الوطنية منظمة شريكة مع تحالف سياسات الصحة وبحوث النظم في منظمة الصحة العالمية.

## روابط خارجية
- Official Website in English
- Official Website in Chinese

32°02′45″N 118°46′08″E / 32.0458°N 118.7690°E